# Ärger im Paradies
Ärger im Paradies (OT: Trouble in Paradise) ist eine US-amerikanische Filmkomödie des Regisseurs Ernst Lubitsch aus dem Jahr 1932 mit Herbert Marshall, Miriam Hopkins und Kay Francis in den Hauptrollen. Ärger im Paradies war der Lieblingsfilm von Ernst Lubitsch. Der Film ist exemplarisch für den Lubitsch Touch, mit dem es dem Regisseur gelingt, frivole Situationen und sexuelle Anspielungen taktvoll auf die Leinwand zu bringen.

## Handlung
Gaston und Lily sind zwei Diebe, die sich in Venedig kennenlernen, während sie versuchen, sich gegenseitig zu bestehlen. Sie verlieben sich ineinander und beschließen, fortan zusammenzuarbeiten. Sie geben sich als Adelige aus und bestehlen erfolgreich die feine Gesellschaft. In Paris haben sie es auf die wohlhabende Witwe Mariette Colet abgesehen, die Erbin der bekannten Parfümerie „Colet and Company“. Eines Abends in der Oper stiehlt Gaston die juwelenbesetzte Handtasche von Mariette. Diese setzt eine Belohnung in Höhe von 20.000 Francs für den Finder aus. Gaston erscheint bei Mariette unter dem Namen „Monsieur Lavale“ und schwindelt ihr vor, dass er der Finder sei. Mit viel Charme und einigen Lügen schafft er es, von Mariette als Privatsekretär eingestellt zu werden.
Als erste Amtshandlung stellt Gaston, alias Lavale, Lily unter dem Namen „Mademoiselle Votier“ als seine Mitarbeiterin ein. Rasch gewinnt der gutaussehende Sekretär das Herz und das Vertrauen der schönen Mariette, die ihm unter anderem gesteht, 100.000 Francs in ihrem Haussafe aufzubewahren. Lily reagiert zunehmend eifersüchtig darauf, dass Gaston und Mariette sich näher kommen. Sie rät zur baldigen Flucht, doch Gaston entwickelt tiefere Gefühle für Mariette und will den Diebstahl und damit die Abreise hinauszögern, um sie noch weiter zu sehen. Adolph J. Giron, dem langjährigen Geschäftsführer von „Colet and Company“, gelingt es unterdessen, hinter die wahre Identität von Gaston zu kommen. Gaston findet jedoch heraus, dass Giron die Firma über die Jahre um Millionen betrogen hat, und kann diesen zum Stillschweigen bringen. Doch am Ende enttarnt François Filiba, einer der zahlreichen Verehrer von Mariette, Gaston als Dieb. Filiba war in Venedig selbst von Gaston ausgeraubt worden und kannte ihn daher. Filiba berichtet Mariette von seinem Verdacht, die jedoch nicht die Polizei verständigt, sondern Gaston selbst auf die Probe stellen will.
Lily, Gaston und Mariette führen eine Aussprache, in der Lily gesteht, dass sie mittlerweile das Geld aus dem Safe gestohlen hat. Gaston kann Mariette auch von Girons Betrügereien berichten. Mariette erkennt, wem das Herz von Gaston wirklich gehört, und gestattet ihm, mitsamt ihren Perlen und einer schmuckbesetzten Handtasche zu entkommen. Am Ende fahren Lily und Gaston davon, nachdem sie sich vorher noch gegenseitig bestohlen haben.

## Hintergrund
Ernst Lubitsch war seit Mitte der 1920er zu einem der bekanntesten Regisseure in Hollywood geworden. Sein Forte war die frivole Boudoir-Komödie, die mit allerlei Andeutungen von erotischen Abenteuern in der High-Society handelten. Lubitsch wollte schon Ende 1931 mit Kay Francis drehen, doch am Ende übernahm Jeanette MacDonald die Hauptrolle in Eine Stunde mit Dir. In der Zwischenzeit war die Schauspielerin zur Gesellschaft Warner Brothers gewechselt und stand kurz vor ihrer Hochzeitsreise, als sie das persönliche Angebot von Lubitsch erreichte, für eine Gage von 26.000 US-Dollar die weibliche Hauptrolle in Ärger im Paradies zu übernehmen. Francis zögerte keinen Moment und sagte ihre Hochzeitsreise ab. Allerdings musste sie bald feststellen, dass ihre Rolle zu Gunsten von Miriam Hopkins geschmälert wurde, einer Favoritin von Lubitsch. Hopkins und Francis hatten bereits gemeinsam in Verhängnis eines Tages wenige Monate zuvor gemeinsam vor der Kamera gestanden. Samson Raphaelsons Drehbuch basierte auf dem Theaterstück A Becsuletes Megtalalo des ungarischen Schriftstellers Aladar Laszlo, das wiederum einige Episoden aus den Memoiren des bekannten Hochstaplers Georges Manolescu aufgreift. Für die Rolle des Gaston Monescu war angeblich zunächst der Vertragsschauspieler Cary Grant im Gespräch, der dem Regisseur mit seinen damals 28 Jahren jedoch zu jung war. Aufgrund der teilweise gewagten und zweideutigen Dialoge konnte der Film nach der Einführung des Production Code nicht mehr kommerziell aufgeführt werden. Die Produktionskosten betrugen 519.706 US-Dollar, denen Inlandseinnahmen von lediglich 475.000 US-Dollar entgegenstanden. In Österreich kam der Film Anfang der 1930er unter dem Titel Trubel im Paradies in die Kinos.
1991 wurde Ärger im Paradies in das National Film Registry aufgenommen.

## Synchronisation
| Rolle            | Schauspieler          | Synchronsprecher |
| ---------------- | --------------------- | ---------------- |
| Lily             | Miriam Hopkins        | Margot Leonard   |
| Mariette Colet   | Kay Francis           | Renate Küster    |
| Gaston           | Herbert Marshall      | Lothar Blumhagen |
| Adolphe J. Giron | C. Aubrey Smith       | Konrad Wagner    |
| Major            | Charles Ruggles       | Hermann Wagner   |
| François Filiba  | Edward Everett Horton | Klaus Miedel     |

## Kritik
Die Kritiken waren meist überschwänglich und lobten den Film als die Quintessenz des berühmten Lubitsch Touch.
So schrieb Llewllyn Miller in The Los Angeles Record

„‚Ärger im Paradies‘ ist so kostbar wie eine Orchidee und ebenso selten. Es sind solche Filme, die die Leute dazu bringen, ins Kino zu gehen.“

Louella Parsons beschrieb das Geheimnis von Lubitsch mit folgenden Worten:

„Wenn es um subtile und taktvolle Andeutungen geht, dann ist Ernst Lubitsch eine Klasse für sich. Wo der normale Regisseur in gewagten Szenen nur Vulgarität und Anstössigkeit auf die Leinwand bringt, ist Lubitsch ein Genuss. ‚Ärger im Paradies‘ ist, verglichen mit dem, was sonst im Kino läuft, ein Diamant zwischen Schlamm. Der gute Geschmack wird niemals beleidigt. Lubitsch schafft es, über dünnes Eis zu gleiten, ohne dabei einzubrechen. ‚Ärger im Paradies‘ ist so temporeich inszeniert, dass jede heikle Situation in überschäumende und spritzige Komödie verwandelt wird.“

Das Lexikon des Internationalen Films befand im Abstand von mehreren Jahrzehnten:

„Die makellose Komödie quillt von ironischen Einfällen und desillusionierenden Gags über und zählt zu Ernst Lubitschs Meisterwerken.“

Als der Film 37 Jahre nach seiner Uraufführung wieder in westdeutschen Kinos zu sehen war, gelangte der Evangelische Film-Beobachter zu folgender Einschätzung:

„Mit Witz und Ironie werden die Bemühungen eines Diebespaares geschildert, als Minderbemittelte ihrem Betätigungsdrang nach ausgleichender Gerechtigkeit nachzukommen. 1932 gedrehter Film von Ernst Lubitsch, der mit seinem besonderen Stil, dem ‚Lubitsch-touch‘, Epoche machte. Sehenswert vor allem für filmhistorisch Interessierte.“

## Verbot der Aufführung in Deutschland durch die Film-Oberprüfstelle 1933
Der Film, der unter dem Titel Sünde im Paradies Anfang 1933 auch in Deutschland in die Kinos kommen sollte, wurde durch die Entscheidung der Film-Oberprüfstelle Nr. 6392 vom 11. März 1933 wegen Gefährdung der öffentlichen Ordnung und der entsittlichenden Wirkung verboten.
Die Film-Oberprüfstelle begründete ihre Entscheidung, dass:

„[…] die hier gezeigte Verherrlichung des Verbrecherlebens den Verbotstatbestand der entsittlichenden Wirkung erfüllt. Diese Wirkung wird durch den Ausgang des Bildstreifens noch verschärft, der zeigt, wie das Hochstaplerpaar von der Bestohlenen noch beschenkt […] von dannen fährt, um ungestraft weiter seinem verbrecherischen Treiben zu leben.“